# Harugeri, Raybag
Harugeri là một làng thuộc tehsil Raybag, huyện Belgaum, bang Karnataka, Ấn Độ.